# Romuald Łoziński
Romuald Łoziński (1940–2005) – polski filozof marksistowski, profesor. Jego całe życie naukowe związane było z Uniwersytetem Wrocławskim. Doktorant profesora Jarosława Ładosza. Uprawiał marksizm w sposób wolny, twórczy i intelektualnie uczciwy.
Autor trzech książek:
- Filozofia Althussera (Wrocław 1977);
- Antysubiektocentryczna idea praktyki (Wrocław 1985);
- Problematyczność "prawdy" (Wrocław 1991).